# Primera División B 2012
El campeonato de la Primera División B 2012 del fútbol paraguayo, llamado Don Jesús Manuel Pallarés, fue el septuagésimo primer campeonato oficial (metropolitano) de la Primera División B organizado por la Asociación Paraguaya de Fútbol (APF). Se dio inicio el 13 de abril y finalizó el 13 de octubre.
Se consagró campeón por primera vez el 12 de Octubre Football Club de Itauguá y ascendió a la División Intermedia. Fue subcampeón el Club Martín Ledesma de Capiatá, que jugó un repechaje contra el subcampeón de la Primera B Nacional 2012 por el ascenso a la División Intermedia, el cual lo ganó, ascendiendo también a la División Intermedia.

## Sistema de competición
El modo de disputa implementado fue, al igual que en las temporadas precedentes, el de todos contra todos a partidos de ida y vuelta, es decir a dos rondas compuestas por once jornadas cada una con localía recíproca. Se convirtió en campeón el equipo que acumuló la mayor cantidad de puntos al término de las 26 fechas.
En caso de paridad de puntos entre dos contendientes, se define el título en un partido extra. De existir más de dos en disputa, se resuelve según los siguientes parámetros:
1) saldo de goles;
2) mayor cantidad de goles marcados;
3) mayor cantidad de goles marcados en condición de visitante;
4) sorteo.

## Producto de la clasificación
- El torneo coronó al 71° campeón en la historia de la Primera División B.

- El campeón del torneo, obtuvo directamente su ascenso a la División Intermedia.

- El subcampeón del torneo, accedió al repechaje por el ascenso contra el subcampeón de la Primera División Nacional B.

- El equipo que obtuvo el menor puntaje en el torneo, descendió a la Primera División C.

## Ascensos y descensos
| Ascendidos a División Intermedia                    |
| --------------------------------------------------- |
| 29 de Septiembre (Campeón de la Primera División B) |
| Resistencia (Subcampeón de la Tercera División)     |

| Descendidos a Primera División C                        |
| ------------------------------------------------------- |
| Silvio Pettirossi (Peor puntaje en la temporada pasada) |

| Ascendidos de Primera División C                       |
| ------------------------------------------------------ |
| Capitán Figari (Campeón de la Primera División C)      |
| 12 de Octubre SD (Subcampeón de la Primera División C) |

| Descendidos de División Intermedia                               |
| ---------------------------------------------------------------- |
| Deportivo Caaguazú (Segundo peor puntaje en la temporada pasada) |
| 12 de Octubre (Peor puntaje en la temporada pasada)              |

## Equipos participantes
| Equipo                  | Fundación                | Ciudad                           | Estadio                | Capacidad |
| ----------------------- | ------------------------ | -------------------------------- | ---------------------- | --------- |
| 1º de Marzo             | 1 de marzo de 1963       | Santa María, Fernando de la Mora | 1° de Marzo            | 2.000     |
| 3 de Febrero            | 10 de marzo de 1919      | Ricardo Brugada, Asunción        | Club 3 de Febrero      | 0         |
| 3 de Noviembre          | 15 de mayo de 1959       | San Pablo, Asunción              | Dr. Rubén Ramírez      | 1.500     |
| 12 de Octubre (Itauguá) | 14 de agosto de 1914     | Itauguá                          | Juan Canuto Pettengill | 8.000     |
| 12 de Octubre SD        | 12 de octubre de 1922    | Santo Domingo, Asunción          | Rafael Giménez         | 1500      |
| Capitán Figari          | 1 de marzo de 1931       | Lambaré                          | Juan B. Ruíz Díaz      | 4.200     |
| Cerro Corá              | 1 de marzo de 1925       | Campo Grande, Asunción           | Andrés Rodríguez       | 6.000     |
| Cristóbal Colón         |                          | Ñemby                            |                        |           |
| General Caballero GC    | 10 de febrero de 1949    | Campo Grande, Luque              | 26 de Febrero          | 1.600     |
| Martín Ledesma          | 22 de septiembre de 1914 | Santo Domingo, Capiatá           | Enrique Soler          | 5.000     |
| Olimpia                 |                          | Itá                              |                        |           |
| Presidente Hayes        | 8 de noviembre de 1907   | Tacumbú, Asunción                | Kiko Reyes             | 5.000     |

### Distribución geográfica de los equipos
| Región               | Cant. | Equipos |
| -------------------- | ----- | --- |
| Distrito Capital     | 5     | 3 de Febrero, 3 de Noviembre, 12 de Octubre SD, Cerro Corá, Presidente Hayes                                       |
| Departamento Central | 7     | 1° de Marzo, 12 de Octubre, Capitán Figari, Cristóbal Colón, General Caballero CG, Martín Ledesma, Olimpia de Itá. |

## Clasificación
*Actualizado el 16 de septiembre
| Pos. | Equipos              | PJ | PG | PE | PP | GF | GC | Dif. | Pts. |
| ---- | -------------------- | -- | -- | -- | -- | -- | -- | ---- | ---- |
| 1.   | 12 de Octubre (I)    | 22 | 12 | 7  | 3  | 43 | 22 | 21   | 43   |
| 2.   | Martín Ledesma       | 22 | 12 | 5  | 5  | 31 | 19 | 12   | 41   |
| 3.   | Capitán Figari       | 22 | 12 | 4  | 6  | 30 | 21 | 9    | 40   |
| 4.   | Presidente Hayes     | 22 | 9  | 7  | 6  | 26 | 22 | 4    | 34   |
| 5.   | Olimpia (Itá)        | 22 | 8  | 8  | 6  | 25 | 23 | 2    | 32   |
| 6.   | Cristóbal Colón      | 22 | 7  | 7  | 8  | 29 | 24 | 5    | 28   |
| 7.   | Cerro Corá           | 22 | 7  | 6  | 9  | 24 | 23 | 1    | 27   |
| 8.   | General Caballero CG | 22 | 7  | 6  | 9  | 27 | 27 | 0    | 27   |
| 9.   | 3 de Noviembre       | 22 | 6  | 8  | 8  | 20 | 22 | -2   | 26   |
| 10.  | 3 de Febrero         | 22 | 8  | 2  | 12 | 32 | 47 | -15  | 26   |
| 11.  | 12 de Octubre SD     | 22 | 6  | 2  | 14 | 28 | 55 | -27  | 20   |
| 12.  | 1° de Marzo          | 22 | 6  | 2  | 14 | 25 | 35 | -10  | 20   |

 Pos=Posición; PJ=Partidos jugados; PG=Partidos ganados; PE=Partidos empatados; PP=Partidos perdidos; GF=Goles a favor; GC=Goles en contra; Dif=Diferencia de goles;Pts=Puntos
1. 1 2  Por reglamento, si dos equipos empatan en el último lugar, jugaran dos partidos de desempate de ida y vuelta. Tras ganar 4:2 en el marcador global, 12 de Octubre SD se mantuvo en la Primera División B, condenando al descenso al club 1° de Marzo.

|  | 1° de Marzo | 0:2 (0:1) | 12 de Octubre SD         | Estadio Alfonso Colmán, Fernando de la Mora           |                                                       |
|  |             | Reporte   | Jara 41' · Fernández 60' | Asistencia: 116 espectadores Árbitro(s): Darío Aranda | Asistencia: 116 espectadores Árbitro(s): Darío Aranda |

|  | 12 de Octubre SD      | 2:2 (1:1) | 1° de Marzo                     | Estadio La Arboleda, Asunción                          |                                                        |
|  | Morel 11' · Parra 49' | Reporte   | Martínez 12' · Ortíz 52' (pen.) | Asistencia: 245 espectadores Árbitro(s): Edgar Barreto | Asistencia: 245 espectadores Árbitro(s): Edgar Barreto |

|  |                                                                                          |
|  | Campeón. Ascendido en forma directa a la División Intermedia                             |
|  | Subcampeón. Jugó un partido por el ascenso contra el subcampeón de la Primera B Nacional |
|  | Descendido a Primera División C                                                          |

## Campeón
|                               |
| 12 de Octubre (I) 1.er título |

## Repechaje por el ascenso
Tras culminar el torneo, el club subcampeón jugó partidos de ida y vuelta contra el subcampeón del Campeonato Nacional B 2012 para definir el ascenso a la División Intermedia. 
Finalmente, tras haber empatado en el marcador global 2:2, Martín Ledesma venció a Concepcionera en tanda de penales por 4:3, ascendiendo así a la División Intermedia.
| 30 de septiembre de 2012 | Concepcionera         | 2:1 (0:1) | Martín Ledesma | Estadio Deportivo Beleano, Belén                        |                                                         |
|                          | Irala 75' · Irala 77' | Reporte   | Ozuna 32'      | Asistencia: 1119 espectadores Árbitro(s): Víctor Robles | Asistencia: 1119 espectadores Árbitro(s): Víctor Robles |

| 7 de octubre de 2012 | Martín Ledesma                      | 1:0 (0:0) (4:3 p.)         | Concepcionera                                     | Estadio Enrique Soler, Capiatá                        |                                                       |
|                      | Cuenca 88'                          | Reporte                    |                                                   | Asistencia: 1217 espectadores Árbitro(s): Julio Ojeda | Asistencia: 1217 espectadores Árbitro(s): Julio Ojeda |
|                      |                                     | Tiros desde el punto penal |                                                   |                                                       |                                                       |
|                      | Cuenca · Quiñónez · Silvero · Acuña |                            | A. Irala · Agüero · L. Irala · Ferreira · Vaccari |                                                       |                                                       |

## Resultados
El horario de los partidos corresponde al empleado en Paraguay: estándar (UTC-4) y horario de verano (UTC-3).
| Cristóbal Colón | 0 - 0 | Cerro Corá           | Estadio Cristóbal Colón     | 14 de abril |
| 12 de Octubre   | 2 - 0 | Martín Ledesma       | Estadio Juan C. Pettengil   | 14 de abril |
| Olimpia de Itá  | 0 - 0 | Presidente Hayes     | Estadio Olimpia de Itá      | 14 de abril |
| 3 de Noviembre  | 2 - 1 | 1º de Marzo          | Estadio Club 3 de Noviembre | 14 de abril |
| 3 de Febrero RB | 3 - 1 | General Caballero CG | Estadio 3 de Febrero        | 14 de abril |
| Capitán Figari  | 3 - 0 | 12 de Octubre SD     | Estadio Capitán Figari      | 14 de abril |

| Cristóbal Colón      | 1 - 2 | Martín Ledesma  | Estadio Cristóbal Colón                | 22 de abril |
| Cerro Corá           | 1 - 1 | 3 de Noviembre  | Estadio Gral. Diaz                     | 22 de abril |
| 1º de Marzo          | 2 - 3 | Olimpia de Itá  | Estadio 1 de Marzo                     | 22 de abril |
| 12 de Octubre SD     | 2 - 1 | 3 de Febrero RB |                                        | 22 de abril |
| General Caballero CG | 1 - 1 | 12 de Octubre   | Estadio General Caballero Campo Grande | 22 de abril |
| Presidente Hayes     | 2 - 1 | Capitán Figari  | Estadio Presidente Hayes               | 22 de abril |

| Martín Ledesma  | 1 - 0 | General Caballero CG | Estadio Enrique Soler         | 28 de abril | 15:15 |
| 12 de Octubre   | 3 - 1 | 12 de Octubre SD     | Estadio Juan Canuto Pettengil | 28 de abril | 17:30 |
| 3 de Febrero RB | 2 - 2 | Presidente Hayes     | Estadio Club 3 de Febrero     | 29 de abril | 15:15 |
| Capitán Figari  | 2 - 1 | 1º de Marzo          | Estadio Juan B. Ruíz Díaz     | 29 de abril | 15:15 |
| Olimpia de Itá  | 2 - 1 | Cerro Corá           | Estadio Olimpia de Itá        | 29 de abril | 15:15 |
| 3 de Noviembre  | 2 - 1 | Cristóbal Colón      | Estadio Dr. Rubén Ramírez     | 29 de abril | 15:15 |

| Presidente Hayes | 1 - 1 | 12 de Octubre        | Estadio Kiko Reyes               | 5 de mayo | 15:00 |
| Cristóbal Colón  | 1 - 1 | Olimpia de Itá       | Estadio Cristóbal Colón          | 6 de mayo | 15:00 |
| Cerro Corá       | 2 - 2 | Capitán Figari       | Estadio General Andrés Rodríguez | 6 de mayo | 15:00 |
| 1º de Marzo      | 2 - 3 | 3 de Febrero         | Estadio 1º de Marzo              | 6 de mayo | 15:00 |
| 12 de Octubre SD | 2 - 2 | General Caballero CG | Estadio Rafael Giménez           | 6 de mayo | 15:00 |
| 3 de Noviembre   | 0 - 0 | Martín Ledesma       | Estadio Club 3 de Noviembre      | 6 de mayo | 15:00 |

| 3 de Noviembre  | 1 - 2 | Presidente Hayes     | Estadio Rubén Ramírez            | 15 de septiembre | 15:00 |
| Cristóbal Colón | 0 - 0 | Club 1° de Marzo     | Estadio Patricio Bogarín         | 16 de setiembre  | 15:00 |
| Cerro Corá      | 0 - 0 | Martín Ledesma       | Estadio General Andrés Rodríguez | 16 de setiembre  | 15:00 |
| Olimpia de Itá  | 4 - 2 | 12 de Octubre SD     | Estadio P. Manuel Gamarra        | 16 de setiembre  | 15:00 |
| Capitán Figari  | 1 - 0 | General Caballero CG | Estadio Juan B. Ruíz Díaz        | 16 de setiembre  | 15:00 |
| 3 de Febrero    | 0 - 4 | 12 de Octubre        |                                  | 16 de septiembre | 15:00 |